# Großer Preis von Frankreich 2022
Der Große Preis von Frankreich 2022 (offiziell Formula 1 Lenovo Grand Prix du France 2022) fand am 24. Juli auf dem Circuit Paul Ricard in Le Castellet statt und war das zwölfte Rennen der Formel-1-Weltmeisterschaft 2022.

## Bericht

### Hintergründe
Nach dem Großen Preis von Österreich führte Max Verstappen in der Fahrerwertung mit 38 Punkten vor Charles Leclerc und mit 57 Punkten vor Sergio Pérez. In der Konstrukteurswertung führte Red Bull mit 56 Punkten vor Ferrari und mit 122 Punkten vor Mercedes.
Lance Stroll, Verstappen (jeweils sieben), Yuki Tsunoda, Fernando Alonso, Pierre Gasly, Alexander Albon (jeweils sechs), Esteban Ocon (vier), Valtteri Bottas, George Russell (jeweils drei), Lewis Hamilton, Kevin Magnussen, Daniel Ricciardo (jeweils zwei), Pérez, Zhou Guanyu und Nicholas Latifi (jeweils einer) gingen mit Strafpunkten ins Wochenende. Dazu gingen Tsunoda (vier), Carlos Sainz jr. (drei), Stroll, Gasly (jeweils zwei), Albon, Vettel, Ocon, Ricciardo, Alonso und Zhou (jeweils eine) mit Verwarnungen ins Wochenende.
Mit Hamilton (zweimal), Verstappen und Alonso (jeweils einmal) traten drei ehemalige Sieger zu diesem Grand Prix an.
Dieses Rennen markierte den 300. Rennstart für Hamilton, er war der sechste Fahrer, der diese Marke erreichte. Für Albon war es derweil der 50. Grand Prix.
Als Rennkommissare für dieses Rennwochenende fungierten Gerd Ennser (DEU), Matt Selley (AUS), Vitantonio Liuzzi (ITA) und Jean Marie Krempff (FRA).

### Training
Im ersten freien Training fuhr Leclerc mit 1:33,930 Minuten die Bestzeit vor Verstappen und Sainz jr.
Im zweiten freien Training war Sainz mit 1:32,527 Minuten Schnellster vor Leclerc und Verstappen.
Im dritten freien Training setzte Verstappen mit 1:32,272 Minuten die schnellste Zeit vor Sainz jr. und Leclerc.

### Qualifying
Das Qualifying bestand aus drei Teilen mit einer Nettolaufzeit von 45 Minuten. Im ersten Qualifying-Segment (Q1) hatten die Fahrer 18 Minuten Zeit, um sich für das Rennen zu qualifizieren. Alle Fahrer, die im ersten Abschnitt eine Zeit erzielten, die maximal 107 Prozent der schnellsten Rundenzeit betrug, qualifizierten sich für den Grand Prix. Die besten 15 Fahrer erreichten den nächsten Teil. Leclerc war Schnellster. Die beiden Williams-Piloten sowie Gasly, Zhou und Mick Schumacher schieden aus. Schumacher wäre eigentlich in den nächsten Abschnitt gekommen, doch seine schnellste Runde wurde gestrichen, weil er in Kurve 3 mit allen vier Reifen die Strecke verließ, womit er wieder auf Rang 19 zurückfiel.
Der zweite Abschnitt (Q2) dauerte 15 Minuten. Die schnellsten zehn Piloten qualifizierten sich für den dritten Teil des Qualifyings. Sainz jr. war Schnellster. Ricciardo, Ocon, Bottas, Albon und Vettel schieden aus.
Der letzte Abschnitt (Q3) ging über eine Zeit von zwölf Minuten, in denen die ersten zehn Startpositionen vergeben wurden. Leclerc fuhr mit einer Rundenzeit von 1:04,984 Minuten die Bestzeit vor Verstappen und Pérez.
Nach der Session kam es zu zwei Strafversetzungen. Sowohl Sainz jr. als auch Magnussen wurden wegen der Verwendung zusätzlicher Motorkomponenten ans Ende des Feldes versetzt. Sainz jr. startete dabei vor Magnussen.

### Rennen

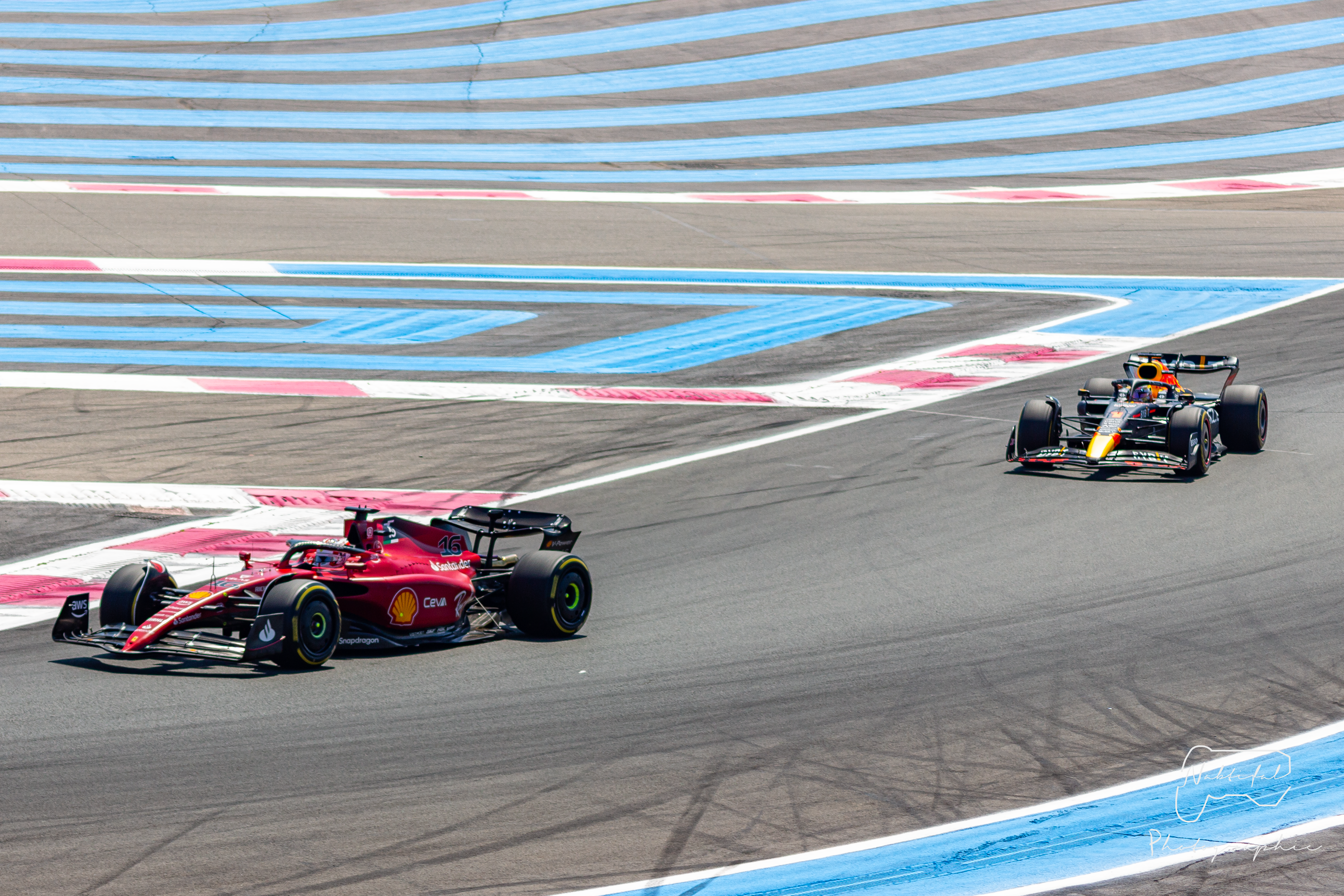
Leclerc führt das Rennen vor Verstappen an

Direkt beim Start verteidigte Leclerc die Führung vor Verstappen, dahinter ging Hamilton an Pérez vorbei und war nun Dritter. In der ersten Runde kam es zu einer Berührung zwischen Ocon und Tsunoda, bei der sich der AlphaTauri von Tsunoda von der Strecke drehte. Für diese Berührung erhielt Ocon eine Fünf-Sekunden-Zeitstrafe.
Trotz des höheren Geschwindigkeit des Red Bull auf der Geraden gelang es Verstappen nicht, an Leclerc vorbeizugehen, bis er in Runde 16 zu seinem ersten Boxenstopp kam. Nur wenige Runden später, in Runde 18, schied Leclerc in Führung liegend aus. Er war in Kurve 11 etwas zu weit von der Ideallinie abgekommen, wodurch ihm das Heck ausbrach und er sich in die Barriere drehte. Er versuchte noch, seinen Wagen rückwärts aus der Barriere zu bewegen, aber ohne Erfolg. Wegen des Unfalls wurde das Safety-Car auf die Strecke geschickt, wodurch einige Fahrer, darunter auch der nun führende Hamilton, an die Box gingen. Dabei ließ die Ferrari-Boxenmannschaft Sainz jr. zu früh los, wodurch er direkt vor Albon in die Boxengasse einbog. Dafür belegte ihn die Rennleitung ebenfalls mit einer Fünf-Sekunden-Zeitstrafe. Verstappen, der nicht während der Safety-Car-Phase stoppte, lag nun hinter dem Safety-Car in Führung.
In Runde 20 wurde das Rennen wieder freigegeben und Verstappen zog sofort davon, dahinter folgten Hamilton, Pérez und Russell. Sainz jr. hingegen, beim Restart noch auf Position 8, arbeitete sich langsam durch das Feld und kam bis auf Rang 3, bevor ihn Ferrari in Runde 42 nochmals an die Box holte, wo er auch seine Zeitstrafe absaß und wieder auf Rang 9 zurückfiel. In derselben Runde kam es zum Kontakt zwischen Russell und Pérez im Duell um Platz 4, in dem der Mercedes den Red Bull von der Strecke drängte. Russell funkte an sein Team, Pérez müsse die Position zurückgeben, da er die Schikane abgekürzt hätte, doch die Rennleitung sprach kleinen Platztausch aus, da Russell in der Kurve nicht vor Pérez lag und er ihm so hätte Platz lassen müssen.
In Runde 49 stellte Zhou seinen Alfa Romeo am Streckenrand ab, wodurch das virtuelle Safety-Car ausgerufen wurde. Dieses galt jedoch nur für eine Runde, doch bei der Freigabe des Rennens kam es zu Kommunikationsschwierigkeiten, wodurch Pérez eine falsche Information bekam, wann das VSC enden werde. So konnte Russell direkt hinter ihm schneller reagieren und ihn überholen. In der letzten Kurve der letzten Runde kam es noch zu einer kleinen Berührung zwischen den beiden Aston Martin-Piloten, als Vettel von hinten leicht auf Stroll auflief. Beide konnten das Rennen aber beenden.
Verstappen gewann somit das Rennen vor Hamilton und Russell. Damit standen zum ersten Mal in dieser Saison und zum ersten Mal seit dem Großen Preis von Saudi-Arabien 2021 beide Mercedes-Piloten auf dem Podium. Die restlichen Punkteplatzierungen belegten Pérez, Sainz jr., Alonso, Norris, Ocon, Ricciardo und Stroll. Die schnellste Rennrunde erzielte Sainz jr., wofür er einen zusätzlichen Punkt erhielt.
In der Fahrer- und Konstrukteurswertung blieben die ersten drei Plätze unverändert.

## Meldeliste
| Team                                  | Nr. | Fahrer           | Chassis                           | Motor                             | Reifen |
| ------------------------------------- | --- | ---------------- | --------------------------------- | --------------------------------- | ------ |
| Oracle Red Bull Racing                | 01  | Max Verstappen   | Red Bull Racing RB18              | Red Bull RBPTH001                 | P      |
| Oracle Red Bull Racing                | 11  | Sergio Pérez     | Red Bull Racing RB18              | Red Bull RBPTH001                 | P      |
| Mercedes-AMG Petronas F1 Team         | 63  | George Russell   | Mercedes-AMG F1 W13 E Performance | Mercedes-AMG F1 M13 E Performance | P      |
| Mercedes-AMG Petronas F1 Team         | 44  | Lewis Hamilton   | Mercedes-AMG F1 W13 E Performance | Mercedes-AMG F1 M13 E Performance | P      |
| Mercedes-AMG Petronas F1 Team         | 19  | Nyck de Vries    | Mercedes-AMG F1 W13 E Performance | Mercedes-AMG F1 M13 E Performance | P      |
| Scuderia Ferrari                      | 16  | Charles Leclerc  | Ferrari F1-75                     | Ferrari 066/7                     | P      |
| Scuderia Ferrari                      | 55  | Carlos Sainz jr. | Ferrari F1-75                     | Ferrari 066/7                     | P      |
| McLaren F1 Team                       | 03  | Daniel Ricciardo | McLaren MCL36                     | Mercedes-AMG F1 M13 E Performance | P      |
| McLaren F1 Team                       | 04  | Lando Norris     | McLaren MCL36                     | Mercedes-AMG F1 M13 E Performance | P      |
| BWT Alpine F1 Team                    | 14  | Fernando Alonso  | Alpine A522                       | Renault E-Tech RE22               | P      |
| BWT Alpine F1 Team                    | 31  | Esteban Ocon     | Alpine A522                       | Renault E-Tech RE22               | P      |
| Scuderia AlphaTauri                   | 10  | Pierre Gasly     | AlphaTauri AT03                   | Red Bull RBPTH001                 | P      |
| Scuderia AlphaTauri                   | 22  | Yuki Tsunoda     | AlphaTauri AT03                   | Red Bull RBPTH001                 | P      |
| Aston Martin Aramco Cognizant F1 Team | 18  | Lance Stroll     | Aston Martin AMR22                | Mercedes-AMG F1 M13 E Performance | P      |
| Aston Martin Aramco Cognizant F1 Team | 05  | Sebastian Vettel | Aston Martin AMR22                | Mercedes-AMG F1 M13 E Performance | P      |
| Williams Racing                       | 23  | Alexander Albon  | Williams FW44                     | Mercedes-AMG F1 M13 E Performance | P      |
| Williams Racing                       | 06  | Nicholas Latifi  | Williams FW44                     | Mercedes-AMG F1 M13 E Performance | P      |
| Alfa Romeo F1 Team ORLEN              | 77  | Valtteri Bottas  | Alfa Romeo C42                    | Ferrari 066/7                     | P      |
| Alfa Romeo F1 Team ORLEN              | 88  | Robert Kubica    | Alfa Romeo C42                    | Ferrari 066/7                     | P      |
| Alfa Romeo F1 Team ORLEN              | 24  | Zhou Guanyu      | Alfa Romeo C42                    | Ferrari 066/7                     | P      |
| Haas F1 Team                          | 20  | Kevin Magnussen  | Haas VF-22                        | Ferrari 066/7                     | P      |
| Haas F1 Team                          | 47  | Mick Schumacher  | Haas VF-22                        | Ferrari 066/7                     | P      |

Anmerkungen
1. 1 2  Der Mercedes mit der Startnummer 19 wurde im ersten freien Training für de Vries eingesetzt. Hamilton übernahm das Fahrzeug anschließend für das restliche Rennwochenende mit seiner Startnummer 44.
2. 1 2  Der Alfa Romeo mit der Startnummer 88 wurde im ersten freien Training für Kubica eingesetzt. Bottas übernahm das Fahrzeug anschließend für das restliche Rennwochenende mit seiner Startnummer 77.

## Klassifikationen

### Qualifying
| Pos.                                                                      | Fahrer           | Konstrukteur                 | Q1       | Q2       | Q3         | Start |
| ------------------------------------------------------------------------- | ---------------- | ---------------------------- | -------- | -------- | ---------- | ----- |
| 01                                                                        | Charles Leclerc  | Ferrari                      | 1:31,727 | 1:31,216 | 1:30,872   | 01    |
| 02                                                                        | Max Verstappen   | Red Bull Racing-RBPT         | 1:31,891 | 1:31,990 | 1:31,176   | 02    |
| 03                                                                        | Sergio Pérez     | Red Bull Racing-RBPT         | 1:32,354 | 1:32,120 | 1:31,335   | 03    |
| 04                                                                        | Lewis Hamilton   | Mercedes                     | 1:33,041 | 1:32,274 | 1:31,765   | 04    |
| 05                                                                        | Lando Norris     | McLaren-Mercedes             | 1:32,672 | 1:32,777 | 1:32,032   | 05    |
| 06                                                                        | George Russell   | Mercedes                     | 1:33,109 | 1:32,633 | 1:32,131   | 06    |
| 07                                                                        | Fernando Alonso  | Alpine-Renault               | 1:32,819 | 1:32,631 | 1:32,552   | 07    |
| 08                                                                        | Yuki Tsunoda     | AlphaTauri-RBPT              | 1:33,394 | 1:32,836 | 1:32,780   | 08    |
| 09                                                                        | Carlos Sainz jr. | Ferrari                      | 1:32,297 | 1:31,081 | keine Zeit | 19    |
| 10                                                                        | Kevin Magnussen  | Haas-Ferrari                 | 1:32,756 | 1:32,649 | keine Zeit | 20    |
| 11                                                                        | Daniel Ricciardo | McLaren-Mercedes             | 1:33,404 | 1:32,922 | –          | 09    |
| 12                                                                        | Esteban Ocon     | Alpine-Renault               | 1:33,346 | 1:33,048 | –          | 10    |
| 13                                                                        | Valtteri Bottas  | Alfa Romeo-Ferrari           | 1:33,034 | 1:33,052 | –          | 11    |
| 14                                                                        | Sebastian Vettel | Aston Martin Aramco-Mercedes | 1:33,285 | 1:33,276 | –          | 12    |
| 15                                                                        | Alexander Albon  | Williams-Mercedes            | 1:33,423 | 1:33,307 | –          | 13    |
| 16                                                                        | Pierre Gasly     | AlphaTauri-RBPT              | 1:33,439 | –        | –          | 14    |
| 17                                                                        | Lance Stroll     | Aston Martin Aramco-Mercedes | 1:33,439 | –        | –          | 15    |
| 18                                                                        | Zhou Guanyu      | Alfa Romeo-Ferrari           | 1:33,674 | –        | –          | 16    |
| 19                                                                        | Mick Schumacher  | Haas-Ferrari                 | 1:33,701 | –        | –          | 17    |
| 20                                                                        | Nicholas Latifi  | Williams-Mercedes            | 1:33,794 | –        | –          | 18    |
| 107-Prozent-Zeit: 1:38,148 min (bezogen auf Q1-Bestzeit von 1:31,727 min) |                  |                              |          |          |            |       |

Anmerkungen
1. ↑  Sainz jr. wurde wegen der Verwendung zusätzlicher Antriebskomponenten ans Ende des Feldes versetzt.
2. ↑  Magnussen wurde wegen der Verwendung zusätzlicher Antriebskomponenten ans Ende des Feldes versetzt.

#### Rennen
| Pos. | Fahrer           | Konstrukteur                 | Runden | Stopps | Zeit        | Start | Schnellste Runde |
| ---- | ---------------- | ---------------------------- | ------ | ------ | ----------- | ----- | ---------------- |
| 01   | Max Verstappen   | Red Bull Racing-RBPT         | 53     | 1      | 1:30:02,112 | 02    | 1:37,491 (30.)   |
| 02   | Lewis Hamilton   | Mercedes                     | 53     | 1      | + 10,587    | 04    | 1:37,668 (30.)   |
| 03   | George Russell   | Mercedes                     | 53     | 1      | + 16,495    | 05    | 1:37,548 (51.)   |
| 04   | Sergio Pérez     | Red Bull Racing-RBPT         | 53     | 1      | + 17,310    | 03    | 1:37,780 (45.)   |
| 05   | Carlos Sainz jr. | Ferrari                      | 53     | 2      | + 28,872    | 19    | 1:35,781 (51.)   |
| 06   | Fernando Alonso  | Alpine-Renault               | 53     | 1      | + 42,879    | 07    | 1:38,160 (53.)   |
| 07   | Lando Norris     | McLaren-Mercedes             | 53     | 1      | + 52,026    | 05    | 1:39,037 (43.)   |
| 08   | Esteban Ocon     | Alpine-Renault               | 53     | 1      | + 56,959    | 10    | 1:38,684 (53.)   |
| 09   | Daniel Ricciardo | McLaren-Mercedes             | 53     | 1      | + 1:00,372  | 09    | 1:39,133 (27.)   |
| 10   | Lance Stroll     | Aston Martin Aramco-Mercedes | 53     | 1      | + 1:02,549  | 15    | 1:39,185 (52.)   |
| 11   | Sebastian Vettel | Aston Martin Aramco-Mercedes | 53     | 1      | + 1:04,494  | 12    | 1:39,044 (43.)   |
| 12   | Pierre Gasly     | AlphaTauri-RBPT              | 53     | 1      | + 1:05,448  | 14    | 1:38,786 (53.)   |
| 13   | Alexander Albon  | Williams-Mercedes            | 53     | 1      | + 1:08,565  | 13    | 1:39,199 (53.)   |
| 14   | Valtteri Bottas  | Alfa Romeo-Ferrari           | 53     | 2      | + 1:16,666  | 11    | 1:37,963 (52.)   |
| 15   | Mick Schumacher  | Haas-Ferrari                 | 53     | 2      | + 1:20,394  | 17    | 1:39,068 (48.)   |
| 16   | Zhou Guanyu      | Alfa Romeo-Ferrari           | 47     | 2      | DNF         | 16    | 1:39,368 (25.)   |
| –    | Nicholas Latifi  | Williams-Mercedes            | 40     | 3      | DNF         | 18    | 1:39,650 (40.)   |
| –    | Kevin Magnussen  | Haas-Ferrari                 | 37     | 3      | DNF         | 20    | 1:39,265 (11.)   |
| –    | Charles Leclerc  | Ferrari                      | 17     | 0      | DNF         | 01    | 1:38,088 (04.)   |
| –    | Yuki Tsunoda     | AlphaTauri-RBPT              | 17     | 2      | DNF         | 08    | 1:40,216 (04.)   |

Anmerkungen
1. ↑  Zhou erhielt eine Fünf-Sekunden-Zeitstrafe, weil er eine Kollision mit Schumacher verursacht hatte.

## WM-Stände nach dem Rennen
Die ersten zehn des Rennens bekamen 25, 18, 15, 12, 10, 8, 6, 4, 2 bzw. 1 Punkt(e). Zusätzlich gab es einen Punkt für die schnellste Rennrunde, da der Fahrer unter den ersten Zehn landete.

### Fahrerwertung
| Pos. | Fahrer           | Konstrukteur         | Punkte |
| ---- | ---------------- | -------------------- | ------ |
| 01   | Max Verstappen   | Red Bull Racing-RBPT | 233    |
| 02   | Charles Leclerc  | Ferrari              | 170    |
| 03   | Sergio Pérez     | Red Bull Racing-RBPT | 163    |
| 04   | Carlos Sainz jr. | Ferrari              | 144    |
| 05   | George Russell   | Mercedes             | 143    |
| 06   | Lewis Hamilton   | Mercedes             | 127    |
| 07   | Lando Norris     | McLaren-Mercedes     | 70     |
| 08   | Esteban Ocon     | Alpine-Renault       | 56     |
| 09   | Valtteri Bottas  | Alfa Romeo-Ferrari   | 46     |
| 10   | Fernando Alonso  | Alpine-Renault       | 37     |
| 11   | Kevin Magnussen  | Haas-Ferrari         | 22     |

| Pos. | Fahrer           | Konstrukteur                 | Punkte |
| ---- | ---------------- | ---------------------------- | ------ |
| 12   | Daniel Ricciardo | McLaren-Mercedes             | 19     |
| 13   | Pierre Gasly     | AlphaTauri-RBPT              | 16     |
| 14   | Sebastian Vettel | Aston Martin Aramco-Mercedes | 15     |
| 15   | Mick Schumacher  | Haas-Ferrari                 | 12     |
| 16   | Yuki Tsunoda     | AlphaTauri-RBPT              | 11     |
| 17   | Zhou Guanyu      | Alfa Romeo-Ferrari           | 5      |
| 18   | Lance Stroll     | Aston Martin Aramco-Mercedes | 4      |
| 19   | Alexander Albon  | Williams-Mercedes            | 3      |
| 20   | Nicholas Latifi  | Williams-Mercedes            | 0      |
| 21   | Nico Hülkenberg  | Aston Martin Aramco-Mercedes | 0      |

### Konstrukteurswertung
| Pos. | Konstrukteur         | Punkte |
| ---- | -------------------- | ------ |
| 1    | Red Bull Racing-RBPT | 396    |
| 2    | Ferrari              | 314    |
| 3    | Mercedes             | 270    |
| 4    | Alpine-Renault       | 93     |
| 5    | McLaren-Mercedes     | 89     |

| Pos. | Konstrukteur                 | Punkte |
| ---- | ---------------------------- | ------ |
| 06   | Alfa Romeo-Ferrari           | 51     |
| 07   | Haas-Ferrari                 | 34     |
| 08   | AlphaTauri-RBPT              | 27     |
| 09   | Aston Martin Aramco-Mercedes | 19     |
| 10   | Williams-Mercedes            | 3      |